# Wilmer Hines
Wilmer Moore Hines (Lake City, 19 luglio 1912 – Scottsdale, 31 gennaio 1960) è stato un tennista statunitense.

## Carriera
Attivo principalmente negli anni '30 ha raggiunto in due occasioni il terzo turno sulla terra del Roland Garros, rispettivamente nel 1934 e 1935, ed ha ripetuto lo stesso risultato agli U.S. National Championships 1934. Sull'erba di Wimbledon invece si è fermato al secondo turno nel 1935 dove è stato sconfitto dal campione in carica Fred Perry che vincerà quell'edizione del torneo.
Nella stagione 1935 ottiene i suoi successi più importanti, vince nel doppio maschile il torneo di Monte Carlo mentre in singolare si aggiudica gli Internazionali d'Italia superando in finale il campione in carica Giovanni Palmieri in tre set combattuti.
È passato tra i professionisti nel 1938 disputando alcune edizioni dell'U.S. Pro Tennis Championships prima di ritirarsi ufficialmente, ha avuto inoltre un piccolo ruolo nel film del 1937 Vendetta senza tuttavia riuscire ad iniziare una carriera nel cinema.